# Dikasterij (Rimska kurija)
Dikasteriji, do 2022. poznati kao Kongregacije (Sacræ Cardinalium Congregationes), jesu posebne institucije Rimske kurije koje su nastale tijekom pontifikata pape Franje. Službeno su priznate kao kurijalne jedinice apostolskom konstitucijom Praedicate Evangelium, objavljenom 19. ožujka 2022. godine. Dikasteriji su, pojednostavljeno, "ministarstva" Svete Stolice. Osoba koja u Papino ime upravlja nekim od dikasterija u Rimskoj kuriji naziva se prefekt ili prefekta.

## Povijest
Do Franjine reforme 2022., devet rimskih kongregacija činile su:
- Kongregacija za nauk vjere,
- Kongregacija za biskupe,
- Kongregacija za Istočne Crkve,
- Kongregacija za kler,
- Kongregacija za ustanove posvećenog života i družbe apostolskog života,
- Kongregacija za evangelizaciju naroda,
- Kongregacija za bogoštovlje i sakramente,
- Kongregacija za kauze svetaca te
- Kongregacija za katolički odgoj.

## Popis dikasterija Rimske kurije
- Dikasterij za evangelizaciju
- Dikasterij za nauk vjere
- Dikasterij za službu ljubavi
- Dikasterij za Istočne Crkve
- Dikasterij za bogoštovlje i disciplinu sakramenta
- Dikasterij za kauze svetih
- Dikasterij za biskupe
- Dikasterij za kler
- Dikasterij za ustanove posvećenog života i družbe apostolskog života
- Dikasterij za laike, obitelj i život
- Dikasterij za promicanje jedinstva kršćana
- Dikasterij za međureligijski dijalog
- Dikasterij za kulturu i obrazovanje
- Dikasterij za promicanje cjelovitog ljudskog razvoja
- Dikasterij za zakonodavne tekstove
- Dikasterij za komunikaciju

## Vanjske poveznice
| Portal:Kršćanstvo | Portal: Kršćanstvo |

- Službene stranice Svete stolice